# Jean Malouel

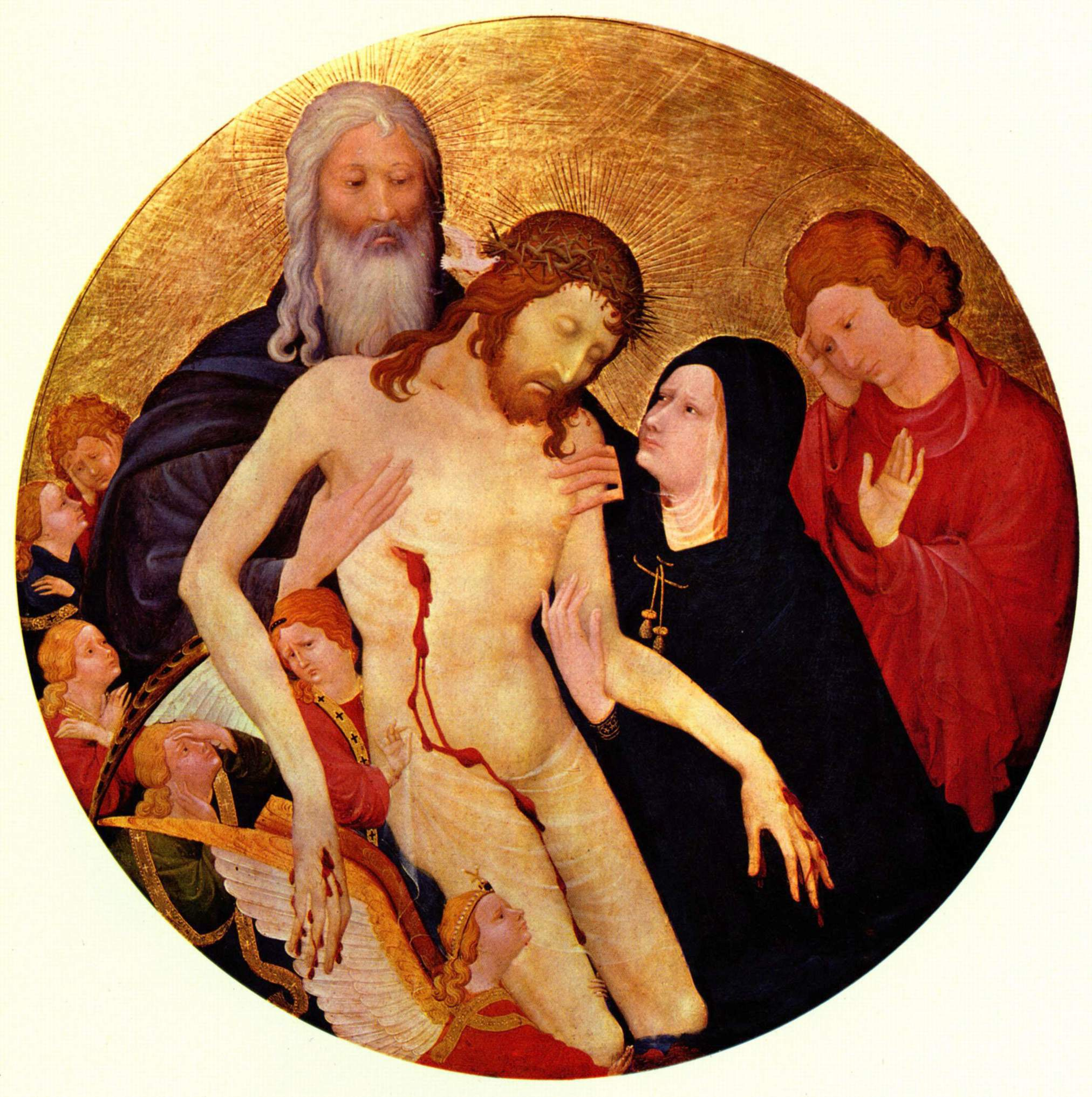
Jean Malouel (?), Pietà, ok. 1400, Luwr

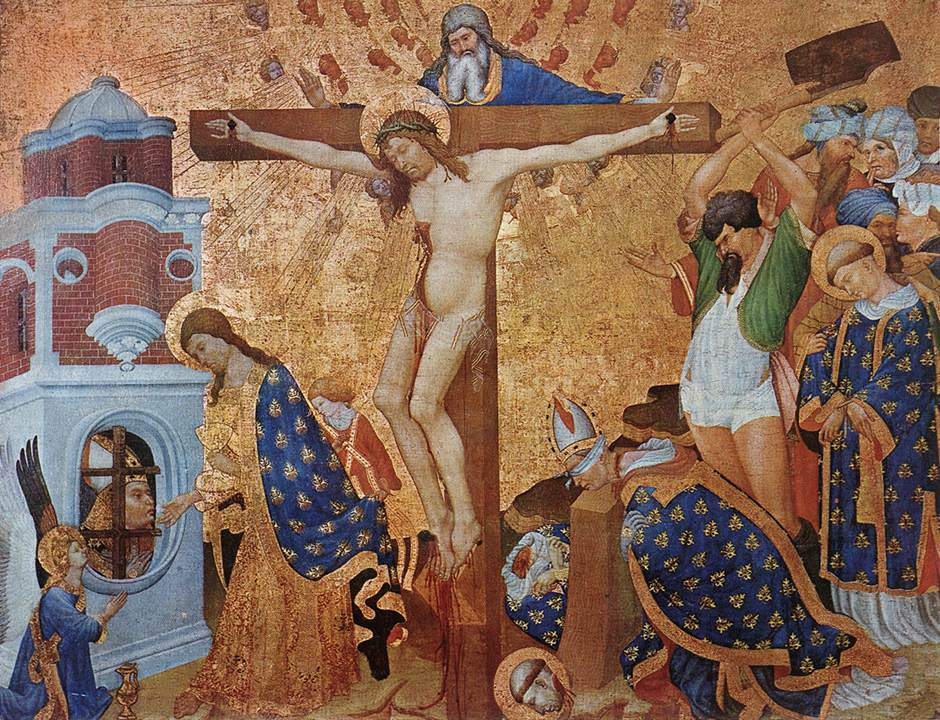
Jean Malouel (?) i Henri Bellechose, Komunia i męczeństwo św. Dionizego, ok. 1415-1416, Luwr

Jean Malouel (ur. przed 1375, zm. w marcu 1415 w Dijon) – flamandzki malarz pochodzący w Geldrii a działający we Francji. 
Na temat jego życia i twórczości wiadomo niewiele. Był wujem braci Limbourg. Pracował na dworze królowej Izabeli w Paryżu, a następnie na dworze książąt Burgundii. Dla Filipa Śmiałego namalował około 1400 roku Pietę w formie tonda. Po roku 1398 pracował nad cyklem obrazów dla kartuzji w Champmol, do którego zalicza się scenę komunii i męczeństwa św. Dionizego (dziś w Luwrze). Obraz ten po śmierci Malouela dokończył Henri Bellechose.